# Kortenberg
Kortenberg è un comune belga di 18 424 abitanti nelle Fiandre (Brabante Fiammingo).